# Бартон, Джон (экономист)
Джон Бартон (англ. John Barton; 11 июня 1789 года, Лондон ― 10 марта 1852 года, Чичестер) ― английский экономист, считающийся представителем классической политической экономии.

## Биография
Джон Бартон родился в Лондоне в семье Джона Бартона (1755―1789) и Элизабет Хорн (1760―1833). Его родители были квакерами. А его брат — английский поэт Бернард Бартон.
Главным направлением его научных исследований была бедность как социальное и экономическое явление. «Бедные становятся всё более жалкими, когда богатые становятся ещё более богатыми», ― писал он в 1846 году, указывая на растущее неравенство в доходах. Хотя он хвалил классическую школу политэкономии, он не соглашался с её представителям по двум актуальным политическим вопросам дня, поддерживая сохранение в силе Закона о бедных и Хлебных законов.
Он интересовался в основном статистическими данными, редко отваживаясь обращаться к чистой теории. Его эмпирические исследования смертности бедных во времена Закона о бедных показало, что вопреки классическим доктринам, участь низших классов населения улучшилась под действием этой системы. «Мы рассматриваем благодатный принцип законных льгот, ведь он, будучи лишен побочных пороков, представляет собой наиболее полезный инструмент в наших усилиях по улучшению положения трудящихся классов», ― писал он.
Его публикация «Обстоятельства, определяющие состояние трудящихся классов общества» (1817), как считается, повлияла на мнение Давида Рикардо относительно влияния технологических новшеств на заработную плату, безработицу и национальный доход; глава «О машинах», которую Рикардо добавил во второе издание «Принципов политической экономии и налогообложения», была результатом влияния Бартона.
Бартон был одним из основателей Биркбек-колледжа, который тогда назывался Лондонским институтом механики. Возможно, он был членом Лондонского статистического общества. Помимо общественных наук, он также интересовался ботаникой.

## Семья
Джон Бартон женился на Энн Вудрафф Смит в 1811 году. Она умерла в 1822 году. Его второй женой была Фанни, дочь Джеймса Рикмана. Их сыном был миссионер Джон Бартон.

## Сочинения
- Hints for Improving the Condition of the Poor (1815) in The Philanthropist No 18, April 1815
- Observations on the Circumstances which Influence the Condition of the Labouring Classes of Society (1820)
- An Inquiry into causes of the Progressive Depreciation of Agricultural Labour in Modern Times with Suggestions for its Remedy (1830)
- In Defence of the Corn Laws, or An Inquiry into the Expediency of the Existing Restrictions on the Importation of Foreign Corn with Observations on the Present Social and Political Prospects of Great Britain (1833)